# Ternstroemia luquillensis
Ternstroemia luquillensis là một loài thực vật thuộc họ Theaceae. Đây là loài đặc hữu của Puerto Rico. Chúng hiện đang bị đe dọa vì mất môi trường sống.